# Селець (Жнінський повіт)
Селець (пол. Sielec, нім. Sielec-Hufen, 1939-45: Schielitz) — село в Польщі, у гміні Жнін Жнінського повіту Куявсько-Поморського воєводства.
Населення — 273 особи (2011).
У 1975-1998 роках село належало до Бидгощського воєводства.

## Демографія
Демографічна структура станом на 31 березня 2011 року:
|          | Загалом | Допрацездатний вік | Працездатний вік | Постпрацездатний вік |
| -------- | ------- | ------------------ | ---------------- | -------------------- |
| Чоловіки | 136     | 37                 | 91               | 8                    |
| Жінки    | 137     | 29                 | 84               | 24                   |
| Разом    | 273     | 66                 | 175              | 32                   |